# Flughafen Salzburg

i7
i11
i13
Der Flughafen Salzburg (IATA-Code: SZG, ICAO-Code: LOWS) liegt im Stadtgebiet von Salzburg und ist nach der Anzahl der Flugbewegungen der zweitgrößte Flughafen Österreichs. Der städtische Flugplatz Salzburg ging am 16. August 1926 in Betrieb. Ab 1945 wurde er unter amerikanischer Besatzung Salzburg Airport genannt. Die Flughafenbetreiberin benutzt für den Flughafen auch die Eigenbezeichnung Salzburg Airport W.A. Mozart.

## Lage und Verkehrsanbindung
Der Flughafen befindet sich circa drei Kilometer westlich vom Stadtzentrum Salzburgs im Stadtteil Maxglan, etwa zwei Kilometer von der deutschen Grenze entfernt, nahe Ainring und Freilassing. Der Flughafen liegt 430 m ü. A. hoch auf dem ehemaligen Gebiet des Untersberger Moores sowie im Bereich des Salzburger Beckens. Südlich des Flughafens liegt der Untersberg. Das Areal des Flughafengeländes erstreckt sich über 175 Hektar.
Der Flughafen ist durch Oberleitungsbusse der Linien 2 und 10 sowie die Albus-Autobuslinie 27 an den Salzburger Nahverkehr angeschlossen. Ebenso verkehren diverse regionale Linien zum Flughafen, meist bedient durch das Busunternehmen Postbus, wie beispielsweise nach Bad Reichenhall und Zell am See. Über die Stadtbuslinien ist der Flughafen an das Netz der Österreichischen Bundesbahnen angeschlossen. Über die Straße wird der Flughafen über die West Autobahn A 1 und die Wiener Straße B 1 erreicht. Diese unterquert in einem Tunnel die Start-, Landebahn und Rollweg.

## Geschichte

### Vorgeschichte der Luftfahrt in Salzburg
Der erste Flug im Salzburger Raum fand am 4. September 1811 statt, als ein mit Warmluft gefüllter Ballon in Salzburg landete. Zwölf Jahre darauf, im Jahr 1823, gründete der Salzburger Joseph Wibmperger eine erste Luftfahrtgesellschaft.
Das erste motorisierte Flugzeug hob am 16. Juli 1910 von einer Trabrennbahn in Aigen bei Salzburg ab. Nachdem der Flugbedarf in Salzburg hierauf langsam ansteigt, kommt nach dem Ersten Weltkrieg erstmals am 31. Mai 1920 die Forderung auf, einen Flugplatz nahe Salzburg zu errichten.

### Betriebsphase vor und während des Zweiten Weltkriegs
Dieser konnte schließlich am 16. August 1926 seinen Betrieb aufnehmen. Der Eröffnungsflug begann auf dem Gelände Oberwiesenfeld in München und führte über den neuen Flughafen in Salzburg zu dem ein Jahr zuvor eröffneten benachbarten Flugplatz Mayerhof in Bad Reichenhall. Die Zeremonie wurde durch den Landeshauptmann Franz Rehrl geleitet. Zu dieser Zeit bestand der Flughafen aus einer Holzbaracke mit einem Warteraum, einem Zollamt und einem Bereich für die Passagierabfertigung. 1928 fand die erste Pilotenprüfung in Salzburg statt. Die Holzbaracke konnte 1930 durch ein neues Gebäude abgelöst werden.

Junkers G 24 der ÖLAG in Salzburg, 5. Juni 1933 (Aufnahme von Walter Mittelholzer)

Während der Zeit des Nationalsozialismus erfolgte eine Erweiterung und Modernisierung des Flughafens durch neue Hangars, die Betonierung der Start- und Landebahn und durch die Verbesserung der Flugsicherungsanlagen. Bevor der Flughafen nach der Kapitulation der deutschen Wehrmacht am 8. Mai 1945 durch die Streitkräfte der Vereinigten Staaten als Airfield R.81 übernommen wurde, diente er in den letzten Kriegstagen als Zufluchtsort für die Flugzeuge der Luftwaffe. Darunter waren unter anderem Jagdflugzeuge vom Typ Messerschmitt Me 262, dem ersten serienmäßig hergestellten Strahlflugzeug der Welt. Eine erhebliche Anzahl an Me 262 wurde kurz vor dem Einmarsch der Amerikaner gesprengt. Sie sollten dem Feind nicht in die Hände fallen. Das einzig verbliebene Exemplar im deutschsprachigen Raum ist im Deutschen Museum in München ausgestellt.

### Betriebsphase nach dem Zweiten Weltkrieg
Während der amerikanischen Besatzung wurde der Salzburger Flughafen wieder in den internationalen Luftverkehr eingebunden. Obwohl Österreich nach dem Zweiten Weltkrieg der Motorflug noch untersagt war, wurde mit Genehmigung der US-Militärregierung bereits 1954 mit der Einschulung österreichischer Piloten für den Wiederaufbau der zivilen Luftfahrt in Österreich begonnen.
In den späten 1950ern wurde über den Neubau eines Flughafens diskutiert, der nördlich der Stadt Salzburg, im Salzburger Flachgau entstehen sollte. Nachdem die Entscheidung zu Gunsten eines Ausbaus des alten Standortes getroffen wurde, erfolgte in den 1960er Jahren eine großangelegte Modernisierung und Erweiterung des Flughafens. Am 26. September 1968 besucht mit einer Boeing 737 der Lufthansa erstmals ein Flugzeug dieses Typs den Flughafen.
Die 1970er Jahre waren geprägt von Protesten der Anwohner und der beginnenden Ökologiebewegung, die den Flughafenbetreiber dazu zwangen, in den Lärmschutz zu investieren und eine strenge Betriebszeitregelung einzuhalten. Mit dem beginnenden Zeitalter der Strahlflugzeuge und durch die steigende Beliebtheit von Flugreisen stiegen die Flugbewegungen stark an, wodurch in diesem Jahrzehnt der Segelflugbetrieb eingestellt werden musste. Am 25. März 1976 landete zum ersten Mal ein Großraumflugzeug vom Typ Airbus A300 auf dem Flughafen, den die Lufthansa zu Präsentationszwecken nach Salzburg beordert hatte. Zwei Jahre später kam am 30. März mit einer Douglas DC-10 der Swissair erstmals ein Langstreckenflugzeug nach Salzburg. Das Überschallverkehrsflugzeug Concorde landete erstmals am 23. April 1984 in Salzburg, gefolgt von einer Boeing 747 im darauffolgenden Februar.
Anfang der 1990er Jahre wurde die Piste verbreitert, um sowohl dem zunehmenden Verkehr als auch den immer strengeren Sicherheitsvorschriften gerecht zu werden. Zur gleichen Zeit entstanden am Nordwestteil des Flughafens einige neue Hangars. Im Jahr 1995 fand die Erstlandung einer Boeing 777, dem größten zweistrahligen Passagierflugzeug, am Flughafen statt. Aufgrund erneuter Proteste wegen erhöhten Lärmbelastungen dürfen seit 2005 sowohl An- und Abflüge nur zwischen 6:00 und 23:00 Uhr durchgeführt werden.

### Betriebsphase im 21. Jahrhundert

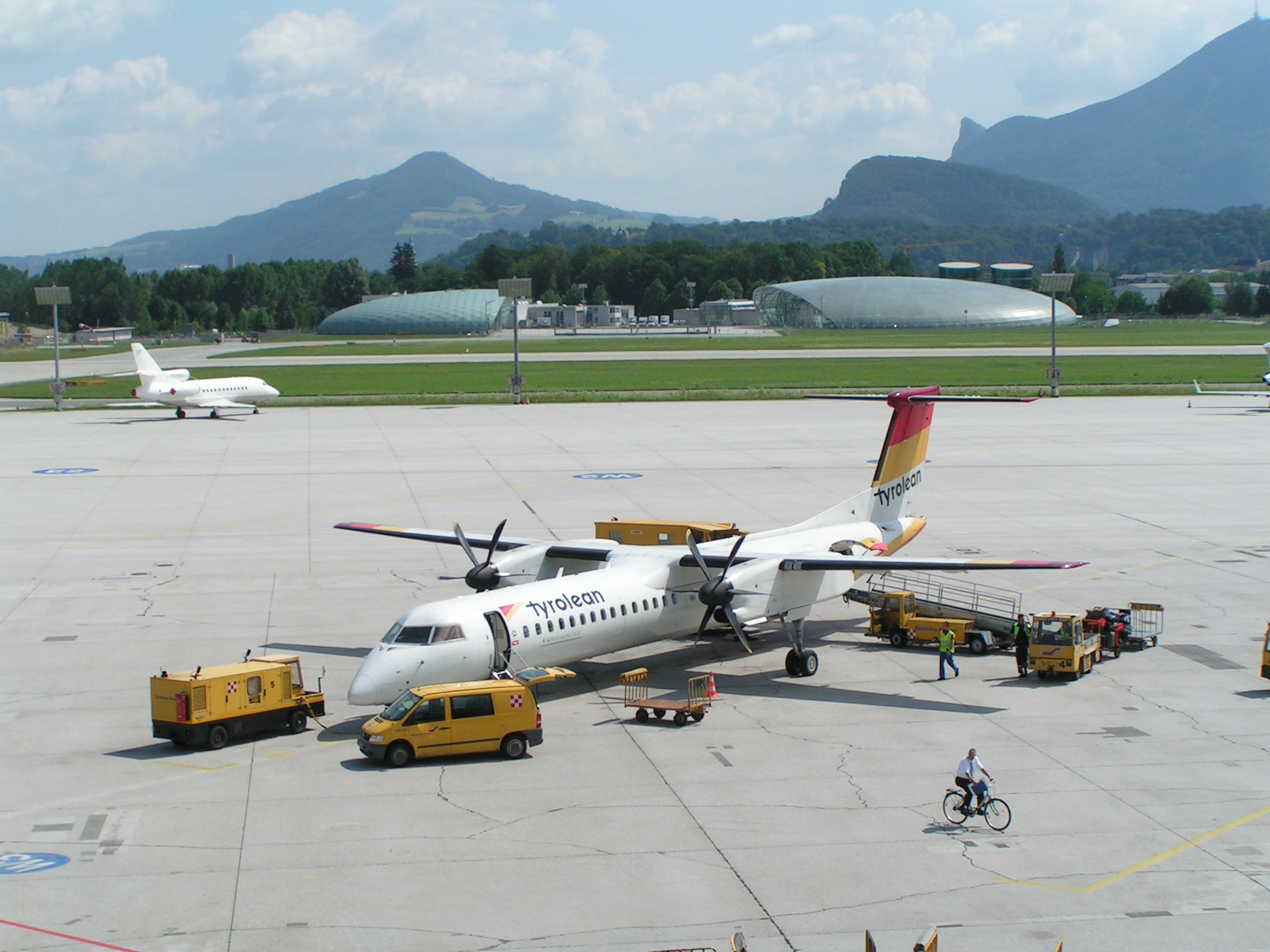
Regionalflugverkehr auf dem Flughafen Salzburg

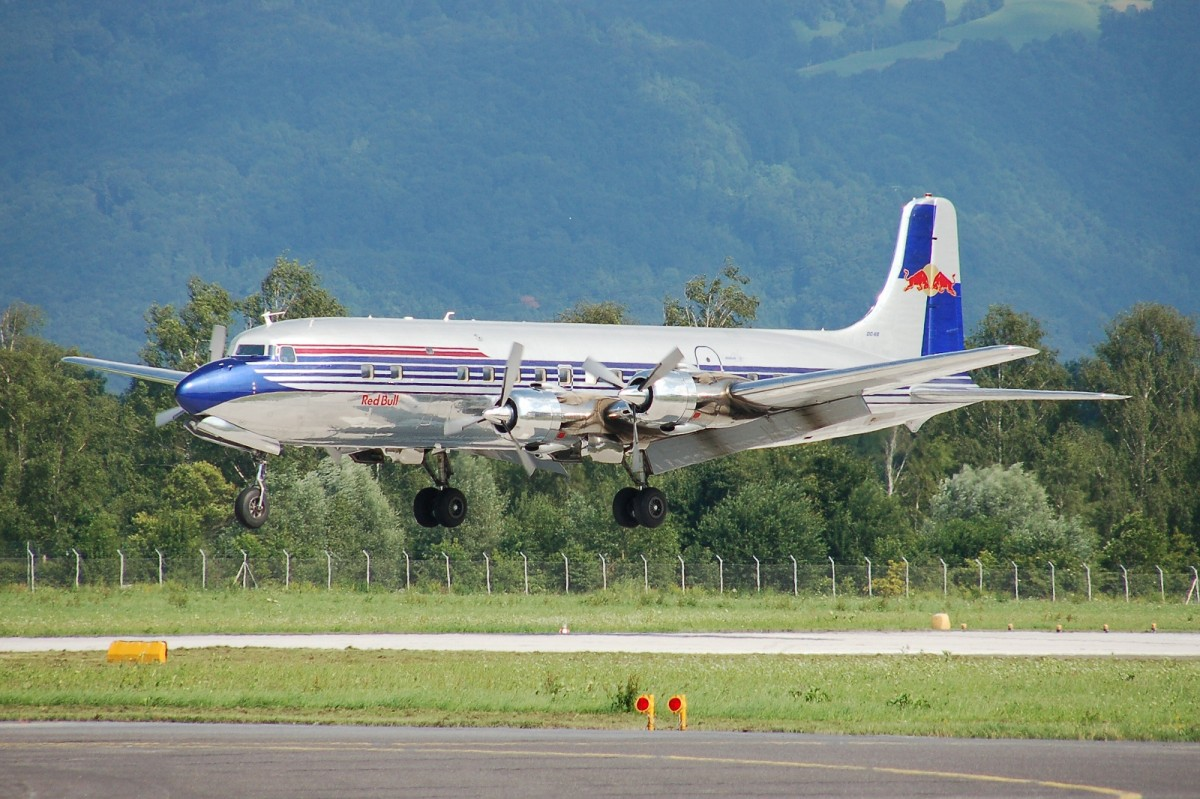
Douglas DC-6 der Flying Bulls bei der Landung in Salzburg

Im August 2003 wurde der Hangar 7 östlich der Piste feierlich mit einer Flugshow eröffnet. Es handelt sich dabei um ein Museum historischer Flugzeuge, die im gegenüberliegenden Hangar 8 gewartet werden. Betreiber ist die Firma The Flying Bulls. Im Hangar 7 ist ein Restaurant unter der Leitung von Eckart Witzigmann eingerichtet.
Im Dezember 2003 wurde das neue Flughafen-Terminal 2 für den saisonalen Wintercharterverkehr eröffnet, um den Passagierkomfort für Wintertouristen zu erhöhen. Bis zum Jahr 2005 investierte der Flughafen 25 Millionen Euro, der Großteil davon wurde für Sicherheitsmaßnahmen wie die neue 100-Prozent-Großgepäckskontrolle aufgewendet. Am 4. Mai 2005 wird das Terminal 2 auch für den Linienverkehr geöffnet.
Am 28. Juli 2010 wurde in München auf dem Airport Franz-Josef-Strauß der zweite A380-800 der Lufthansa auf den Namen „München“ getauft. Bei den im weiteren Tagesverlauf durchgeführten „Alpenrundflügen“ dieses Flugzeuges wurden auch in Salzburg jeweils Scheinanflüge auf die Piste 16/34 durchgeführt. Da die Landebahn um 15 m zu schmal ist, wurde nicht aufgesetzt, sondern die Bahn nur in niedriger Höhe überflogen.
Im Oktober 2011 wurde mit dem Bau eines neuen Towers begonnen, der 2014 fertiggestellt wurde. Er ist 53 Meter hoch und steht westlich des alten Towers, der im Anschluss an die Inbetriebnahme des neuen Towers bis November 2015 zurückgebaut wurde.
Ab 23. August 2012 wurde – bedingt durch die sich ändernde Ortsmissweisung – die Bezeichnung der bisherigen Runway 16/34 auf 15/33 geändert. Die Piste 15/33 wurde erstmals seit ihrer Errichtung in den 1960er-Jahren umbenannt. Damals löste sie die Piste 10/28 ab.
Im August 2013 erhielt der Salzburg Airport die ISO 50.001 Zertifizierung.
Im Jahr 2018 stellte das Umweltbundesamt erhöhte PFAS-Werte im Grundwasser im Bereich des Flughafens fest, welche durch den Löschschaum der Flughafenfeuerwehr bedingt sind. Ab dem 24. April 2019 wurde die knapp 60 Jahre alte Piste des Flughafens erneuert, der Flughafen war in dieser Zeit für 5 Wochen geschlossen. Im Zuge der Bauarbeiten soll die komplette Befeuerungen von Start-, Anflug- und Landebahnen auf LED-Lampen umgestellt werden, wodurch der Stromverbrauch verringert werden soll.

## Terminals

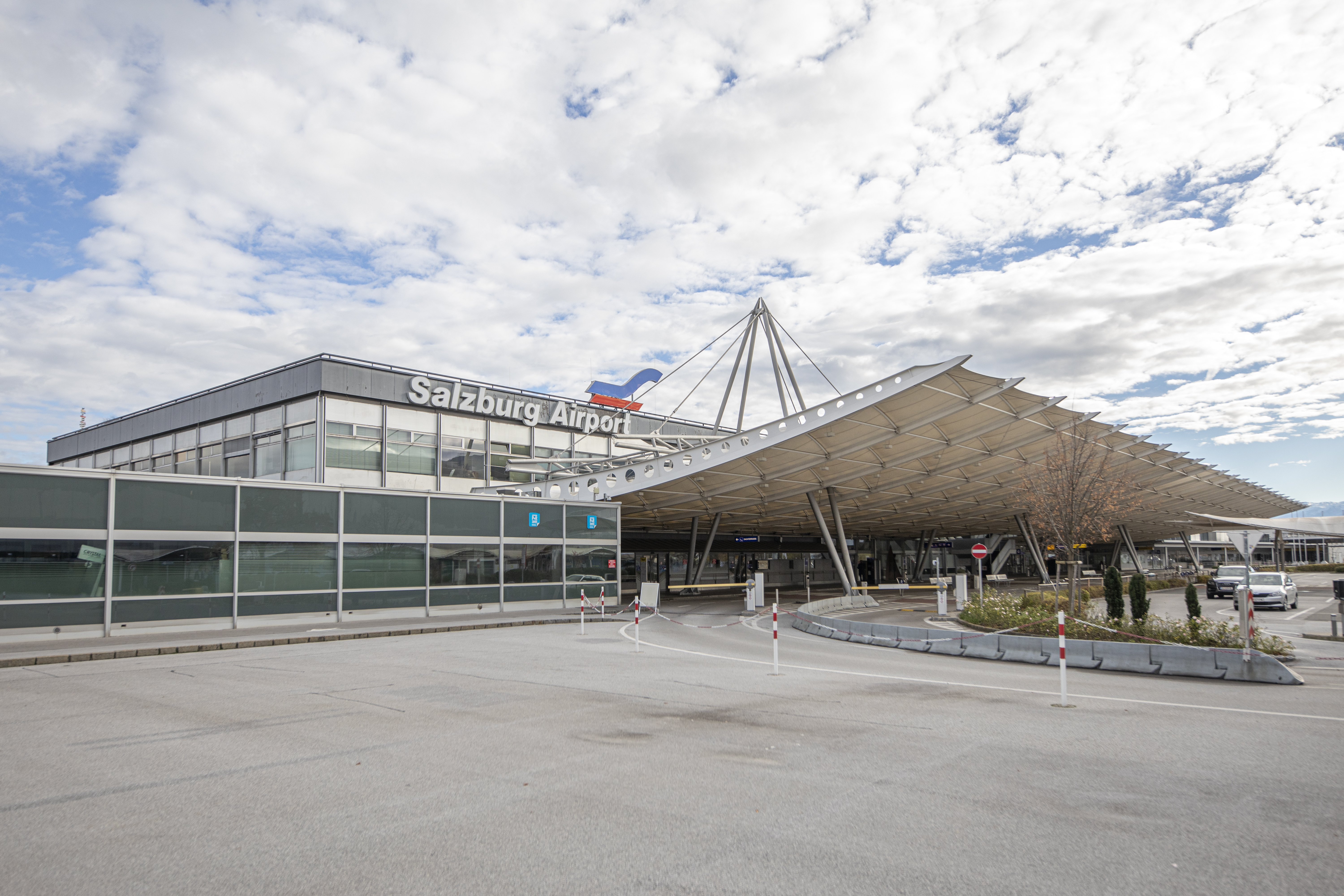
Terminal 1

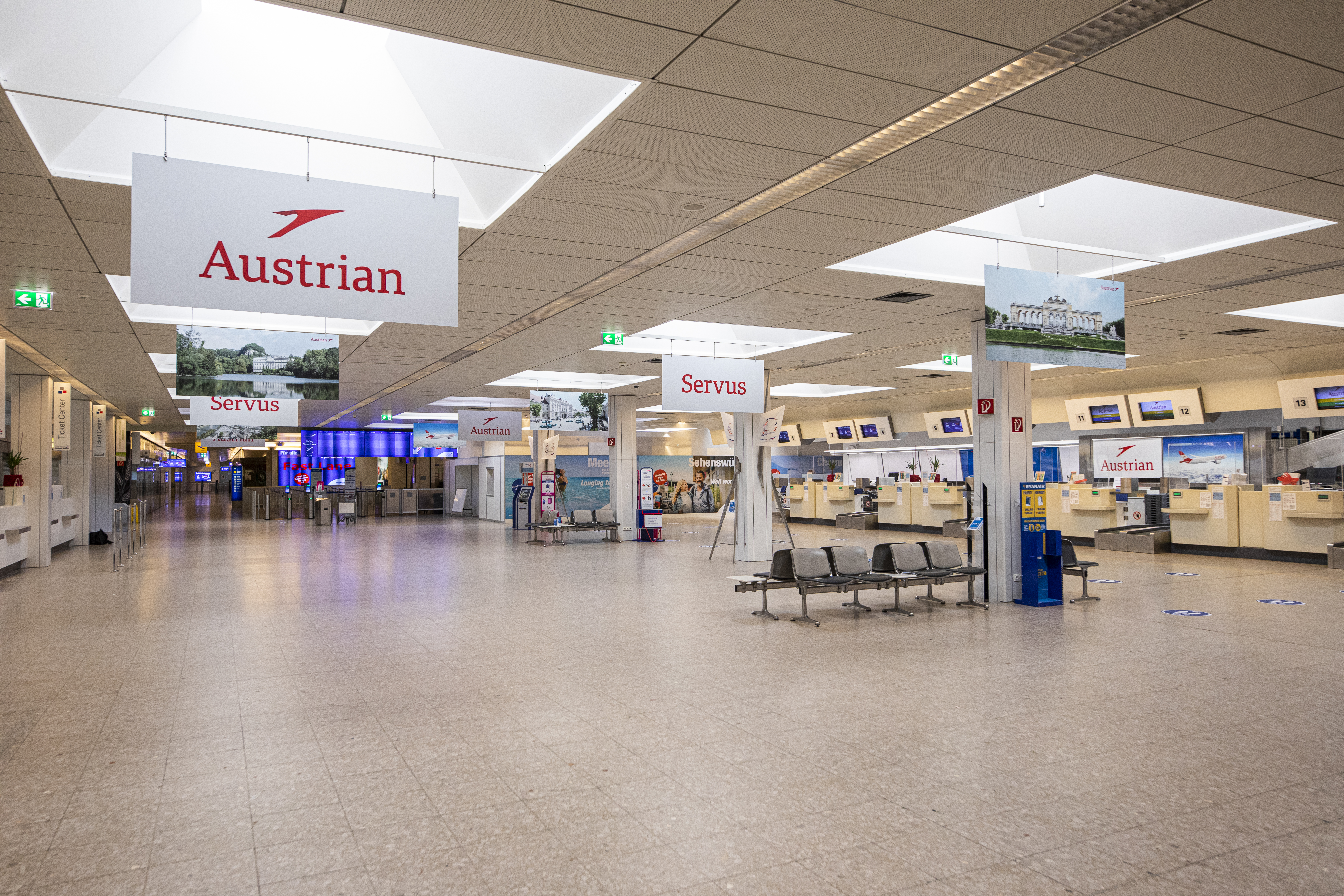
Check-in Terminal 1

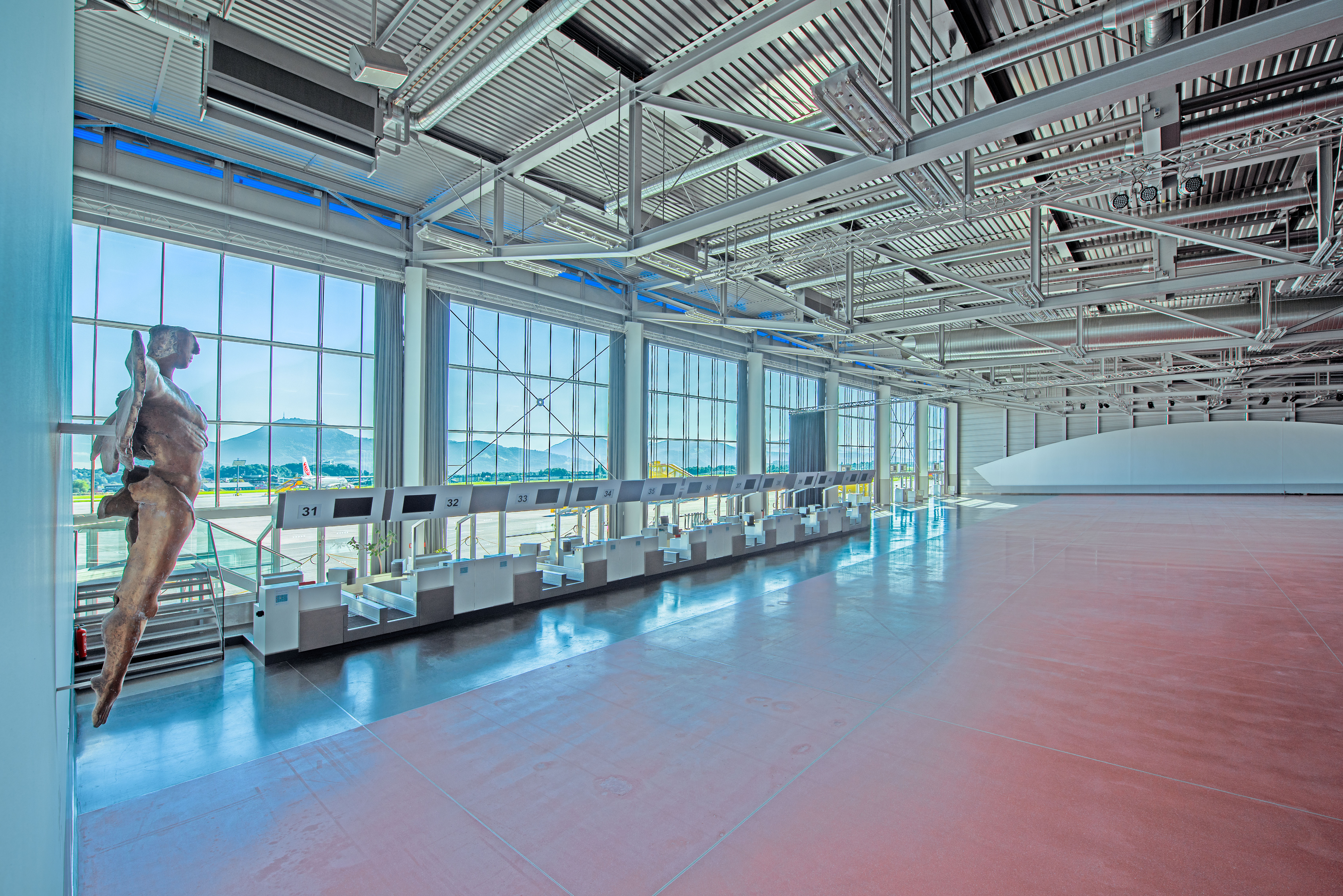
Terminal 2

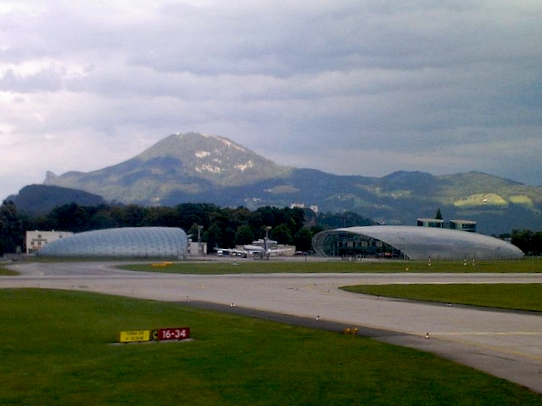
Hangar 7

Der Flughafen Salzburg verfügt über zwei Terminals. Diese können bis zu 1400 Passagiere pro Stunde abfertigen und verfügen über 17 Parkpositionen. Davon gehören 14 zum öffentlichen Bereich, drei sind für Privatflugzeuge vorbehalten. Fünf der zum öffentlichen Teil gehörenden Parkpositionen sind für Großraumflugzeuge ausgelegt. Das amadeus terminal 2 ist auf den starken Verkehr der Samstage des Wintercharterverkehrs ausgelegt, bedeutet aber ebenso eine Vorbereitung auf eventuelle Kapazitätsengpässe. Im Abfertigungsgebäude ist im Keller eine Gepäcksortierungsanlage eingebaut. Neben der Funktion als Terminal wird das Gebäude auch als Eventlocation für Veranstaltungen bis zu 1500 Personen genutzt.
Auf dem östlichen Flughafenareal befindet sich ein Frachtterminal. Auf 2300 m² Lagerfläche und 1600 m² Bürofläche wird von hier aus Fracht abgefertigt. Da es jedoch am Flughafen Salzburg keine reinen Frachtflüge gibt, wird diese via LKW-Ersatzverkehr und in Passagierflugzeugen transportiert. Das Terminal hat eine Kapazität von 13.000 Tonnen Fracht pro Jahr. Im Frachtgebäude befinden sich zwei Gefahrguträume, die jeweils durch Schleusen betreten werden können, sowie ein Tiefkühl- und ein Kühlraum zur Abfertigung von Spezialgütern.

## Betriebszeiten
Am Flughafen Salzburg herrscht ein siebenstündiges Nachtflugverbot von 23:00 Uhr bis 06:00 Uhr. Bei Maschinen mit lauten Triebwerken verkürzt sich das nutzbare Zeitfenster von 07:00 Uhr bis 20:00 Uhr, verspätete Maschinen werden jedoch abgefertigt, da der Flughafen hierzu wegen der Betriebspflicht gezwungen ist. Falls doch ein Flug außerhalb dieses Zeitfensters stattfinden sollte, muss sich mit diesem die Geschäftsführung des Flughafens im Einzelfall auseinandersetzen. Einzige Ausnahme von allen Beschränkungen sind Ambulanzflüge, die 24 Stunden am Tag durchgeführt werden dürfen.

## Besitzverhältnisse
Eigentümer und Betreiber des Flughafens Salzburg ist die Salzburger Flughafen GmbH, deren Gesellschafter sind zu 75 % die Salzburg Land Beteiligungen GmbH und zu 25 % die Stadt Salzburg Beteiligungs GmbH. Geschäftsführerin des Flughafens ist Bettina Ganghofer. Die Salzburger Flughafen GmbH hält weiterhin eine 100-%-Beteiligung an der Salzburg Airport Services GmbH, eine 100%-Beteiligung an der Secport Security Services GmbH und ist mit 85 % an der Carport Parkmanagement GmbH beteiligt.

## Fluggesellschaften und Ziele
Der Flughafen Salzburg dient dem Quell- und Zielverkehr im Großraum Salzburg einschließlich den angrenzenden bayerischen Landkreisen (Euregio Salzburg – Berchtesgadener Land – Traunstein), dem angrenzenden Oberösterreich und den Tiroler Unterland. Im Linienverkehr werden unter anderem die Flughäfen Belgrad, Dubai, Düsseldorf, Frankfurt am Main, Hamburg, Istanbul, London, und Palma de Mallorca angeflogen. Der Flughafen Salzburg ist auch Ziel von internationalen Charterflügen, vor allem aus Großbritannien und Skandinavien.

## Verkehrszahlen
| Betriebsjahr | Fluggastaufkommen | Luftfracht [t] | Flugbewegungen |
| ------------ | ----------------- | -------------- | -------------- |
| 1990         | 0.934.287         | k. A.          | 13.646         |
| 1995         | 1.129.342         | 460,8          | 23.544         |
| 2000         | 1.261.516         | 574,8          | 22.151         |
| 2001         | 1.280.245         | 427,2          | 20.254         |
| 2002         | 1.326.711         | 423,3          | 21.522         |
| 2003         | 1.263.751         | 295,2          | 19.762         |
| 2004         | 1.422.397         | 203,6          | 20.423         |
| 2005         | 1.695.430         | 198,5          | 24.554         |
| 2006         | 1.878.266         | 218,8          | 21.511         |
| 2007         | 1.946.422         | 194,8          | 21.918         |
| 2008         | 1.809.601         | 234,5          | 21.330         |
| 2009         | 1.552.154         | 174,2          | 19.456         |
| 2010         | 1.625.842         | 153,8          | 20.159         |
| 2011         | 1.700.983         | 168,7          | 19.548         |
| 2012         | 1.666.487         | 214,5          | 17.122         |
| 2013         | 1.662.834         | 182,3          | 18.068         |
| 2014         | 1.819.520         | 200,8          | 19.335         |
| 2015         | 1.828.309         | 213,4          | 19.556         |
| 2016         | 1.739.288         | 253,1          | 17.711         |
| 2017         | 1.890.164         | 228,3          | 19.479         |
| 2018         | 1.844.362         | 191,8          | 18.457         |
| 2019         | 1.717.991         | 102,3          | 16.626         |
| 2020         | 669.790           | 44,4           | 6.670          |
| 2021         | 299.845           | 85,2           | 3.677          |
| 2022         | 1.229.495         | 98,2           | 12.031         |
| 2023         | 1.614.601         | k. A.          | 13.916         |
| 2024         | 1.787.169         | k. A.          | 14.358         |

## Staatsvertrag mit der Bundesrepublik Deutschland

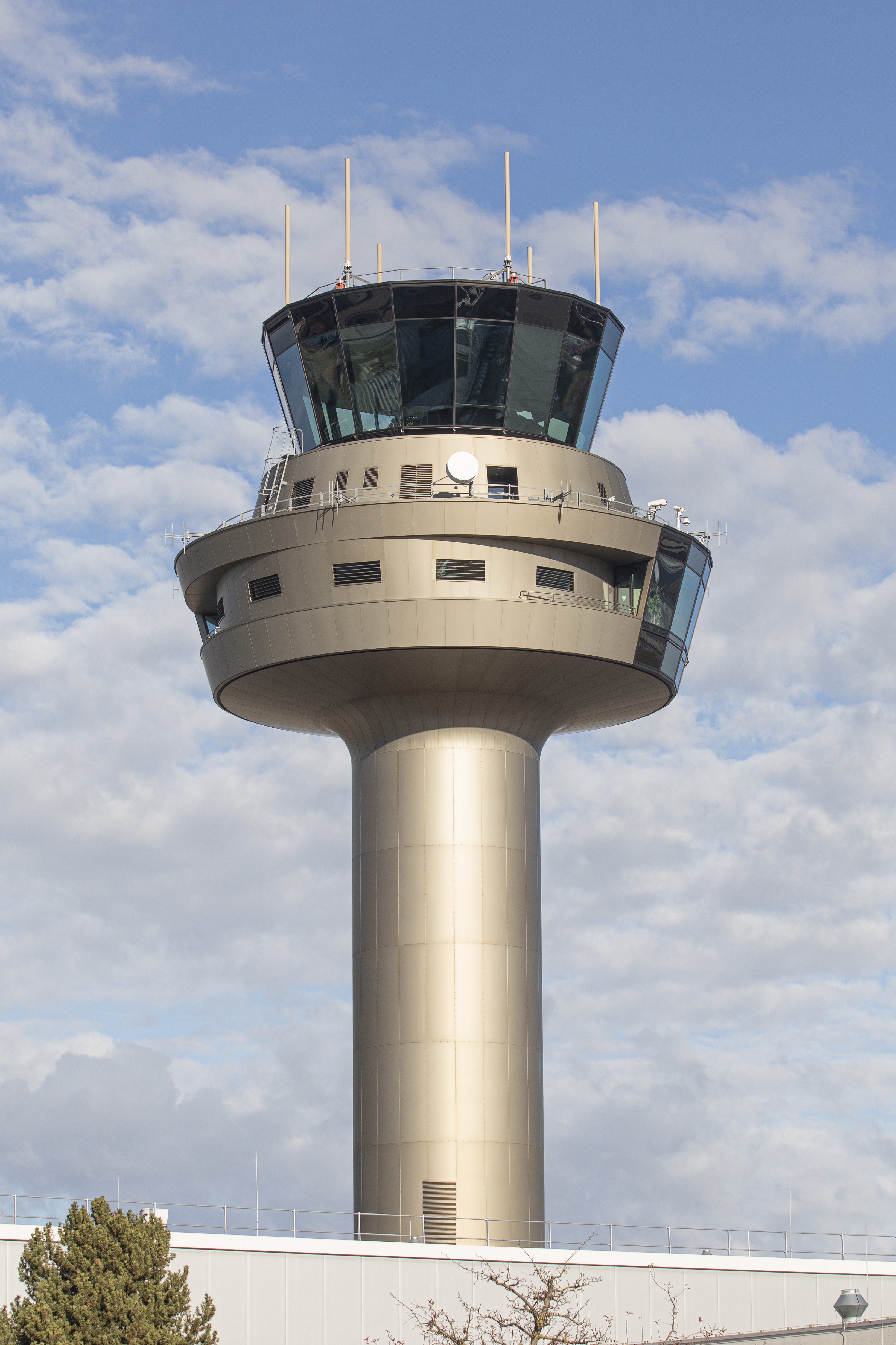
Tower

Aufgrund der unmittelbaren Grenznähe zu Bayern besteht der „Vertrag vom 19. Dezember 1967 zwischen der Bundesrepublik Deutschland und der Republik Österreich über Auswirkungen der Anlage und des Betriebes des Flughafens Salzburg auf das Hoheitsgebiet der Bundesrepublik Deutschland“, welcher 1974 vom Deutschen Bundestag ratifiziert wurde.
Durch die besondere Lage des Flughafens im Salzburger Becken und den Umstand, dass ein Instrumentenlandesystem nur an der Piste 15 installiert ist, wird der überwiegende Teil der An- und Abflüge über deutsches Staatsgebiet abgewickelt. Dazu wird ein Opposite Runway Procedure durchgeführt, bei dem – entgegen der üblichen Praxis – jeweils für die aus Richtung Norden anfliegenden und in Richtung Norden startenden Flugzeuge abwechselnd die Betriebsrichtung der Start-/Landebahn „gedreht“ wird. Dadurch starten die Flugzeuge – zeitlich versetzt – in die Richtung, aus der auch der anfliegende Verkehr kommt.
Durch die starke Inanspruchnahme des Nordanfluges mit den damit einhergehenden Lärmbelastungen und Sicherheitsbeeinträchtigungen wird in jüngerer Zeit von Initiativen auf deutscher Seite die Überarbeitung des Staatsvertrages vom Bundesverkehrsministerium gefordert, um eine gerechtere Verteilung des Flugverkehrs auf einen südlichen Anflug und die Einführung von Instrumentenanflugverfahren aus südlicher Richtung zu erreichen, die jeweils über österreichisches Gebiet führen.
Seit Sommer 2011 wird ein Required-Navigation-Performance-Approach erprobt, der aus südlicher Richtung durch den Tennengau an die Piste 33 heranführt.

## Zwischenfälle
In der Datenbank des Aviation Safety Network
sind schwere Flugunfälle weltweit seit dem Jahr 1943 erfasst. Am Flughafen Salzburg ist unter anderem ein Ereignis vermerkt, das in die seltene Kategorie der „mid air collision“ fällt (26. Oktober 1988).
- 26. Oktober 1988: Cessna 501 Citation I/SP, OE-FFK der Aero Technik. Das Flugzeug drehte kurz nach dem Start in Salzburg auf einen Kurs in südwestliche Richtung, als es zwei Kilometer vom Flughafen entfernt, in 400 m Höhe mit einer Cessna 172 kollidierte. Alle vier Insassen beider Flugzeuge starben.[33]

- 19. Februar 1996, Absturz einer Cessna 550 bei Freilassing 1996: Eine aus Berlin kommende Cessna Citation 550 geriet im ILS-Anflug auf die Landebahn 15 des Flughafens in eine unkontrollierte Fluglage und stürzte kurz vor der Staatsgrenze bei Freilassing in den Auwald. Alle zehn Insassen kamen ums Leben.[34][35]